# Cultura di Majiabang
La cultura di Majiabang (cinese tradizionale 馬家浜文化 , semplificato 马家浜文化 , pinyin = Mǎjiābāng wénhuà), 5000 - 3000 a.C., era una cultura neolitica che si sviluppò alle foci dello Yangtze, il Fiume Azzurro, soprattutto nelle zone costiere del lago Tai Hu e a nord della baia di Hangzhou e si estese successivamente nella parte meridionale dello Jiangsu e in quella settentrionale dello Zhejiang.

## Il sito di Majiabang
Il nome della cultura deriva da quello del sito di Majiabang (tradiz. 马家浜遗址 , p= Majiabang yizhi), presso la città di Jiaxing ( 嘉兴市 ), nella provincia cinese di Zhejiang, dove le prime tracce furono trovate nel 1959. La datazione con il radiocarbonio lo data tra 4750 e il 3700 a.C.

## Gli insediamenti
Inizialmente gli archeologi considerarono i siti di Majiabang e quelli settentrionali di Jiangsu come appartenenti ad una stessa cultura, denominata Cultura di Qingliangang. Successivamente si resero conto che i siti settentrionali dello Jiangsu appartenevano alla Cultura di Dawenkou e assegnarono i siti meridionali dello Jiangsu alla cultura di Majiabang.
La cultura di Majiabang è coesisitita con quella di Hemudu per oltre un migliaio di anni, ma come culture distinte e separate anche se caratterizzate da reciproci scambi culturali.

## Caratteristiche della cultura
Le popolazioni di Majiabang conoscevano già la coltivazione del riso e sono stati trovati resti di risaie negli scavi condotti nel sito di Caoxieshan..
I ritrovamenti faunistici indicano che era già stato addomesticato il maiale e questo, assieme ai resti di cervo sika e capriolo, indica che l'alimentazione non era basata solo sulla produzione cerealicola.
I ritrovamenti archeologici indicano che la cultura di Mjiabang produceva anche ornamenti in giada.